# Wczoraj jak dziś
Wczoraj jak dziś (ang. Do Over, 2002) – amerykański serial komediowy stworzony przez Kenny'ego Schwartza i Ricka Wienera. Wyprodukowany przez 3 Hounds Productions, Littlefield Company, MHS Productions i Paramount Network Television Productions.
Jego światowa premiera odbyła się 19 września 2002 roku na antenie The WB. Na kanale miało zostać wyemitowane 15 odcinków, jednakże zostało wyemitowanych 11 odcinków. Emisja zakończyła się 5 grudnia 2002 roku. W dniu 17 września 2008 roku na brytyjskim kanale Channel 4 zostały pokazane cztery dotąd niewyemitowane odcinki serialu. W Polsce serial nadawany był na kanale TVN 7.

## Obsada
- Penn Badgley jako Joel Larsen
- Tom Everett Scott jako Joel Larsen (głos)
- Angela Goethals jako Cheryl Larsen
- Josh Wise jako Pat Brody
- Natasha Melnick jako Isabelle Meyers
- Michael Milhoan jako Bill Larsen
- Gigi Rice jako Karen Larsen

## Spis odcinków
| N/o            | Tytuł angielski                   |
| -------------- | --------------------------------- |
|                |                                   |
| SERIA PIERWSZA |                                   |
|                |                                   |
| 01             | Pilot                             |
|                |                                   |
| 02             | Joel Strikes Back                 |
|                |                                   |
| 03             | Investing in the Future           |
|                |                                   |
| 04             | The Anniversary                   |
|                |                                   |
| 05             | Take Me out of the Ballgame       |
|                |                                   |
| 06             | Rock 'n' Roll Parking Lot         |
|                |                                   |
| 07             | Hollyween (a.k.a. Halloween Kiss) |
|                |                                   |
| 08             | Star Search                       |
|                |                                   |
| 09             | Block Party                       |
|                |                                   |
| 10             | Cold War                          |
|                |                                   |
| 11             | Joel Larsen's Day Off             |
|                |                                   |
| 12             | Hot for Teacher                   |
|                |                                   |
| 13             | Short Cuts                        |
|                |                                   |
| 14             | Valentine's Day Dance             |
|                |                                   |
| 15             | Chilghetti                        |
|                |                                   |